# Kaluha 1
Kaluha 1 (biał. Калюга 1; ros. Калюга 1, Kaluga 1) – wieś na Białorusi, w obwodzie mińskim, w rejonie berezyńskim, w sielsowiecie Bahuszewiczy. W 2009 roku liczyła 15 mieszkańców.